# Rio Cotingo
O rio Cotingo é um curso de água situado no norte do estado de Roraima. Nasce no monte Roraima, atravessa o município de Uiramutã e tem sua foz no rio Surumu, município de Pacaraima, afluente do rio Tacutu, um dos formadores do rio Branco junto com o rio Uraricoera.